# Kakegawa-juku

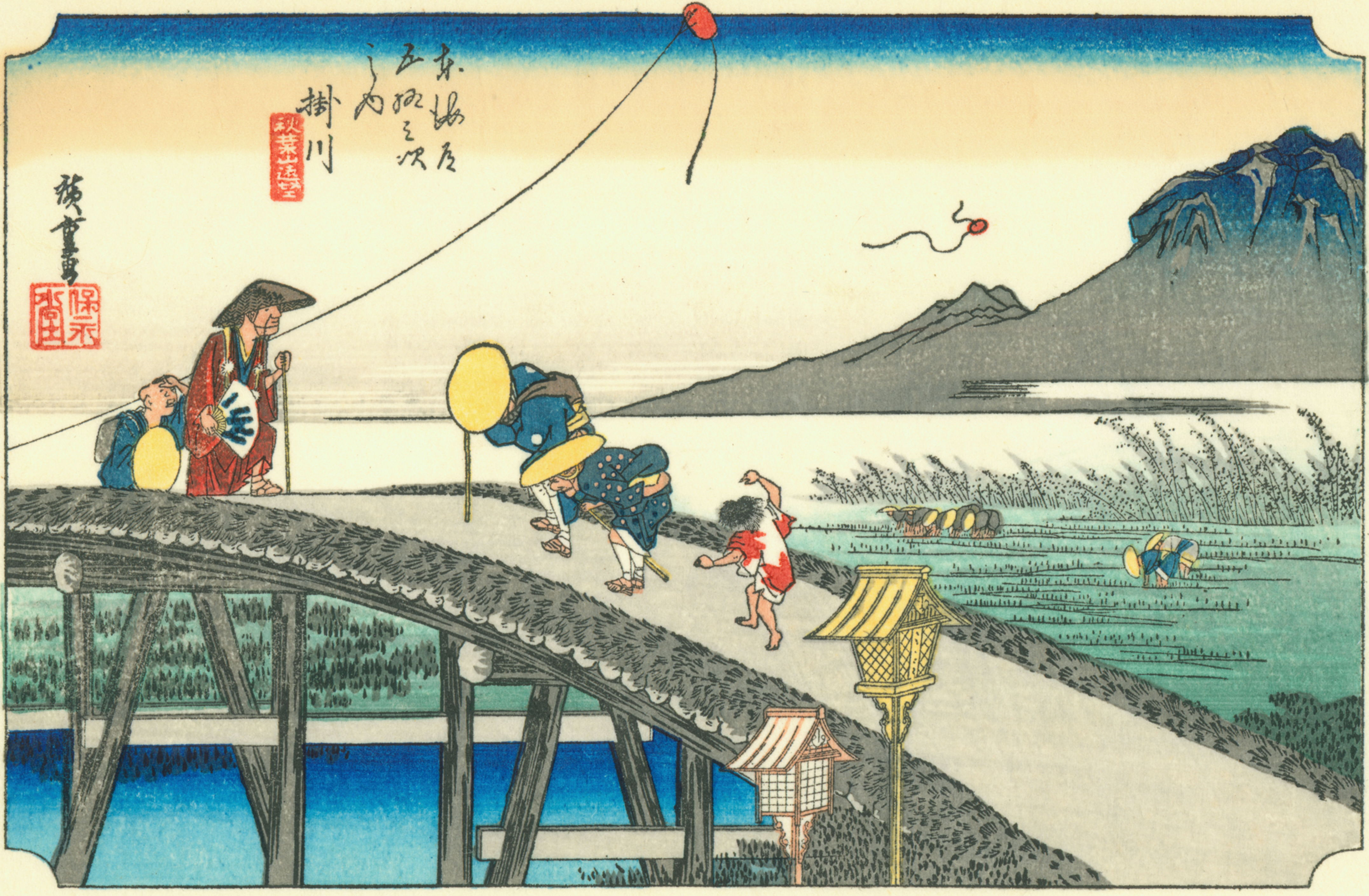
Kakegawa-juku dans les années 1830, estampe de Hiroshige de la série Les Cinquante-trois Stations du Tōkaidō.

Kakegawa-juku (掛川宿, Kakegawa-juku) était la vingt-sixième des cinquante-trois stations du Tōkaidō. Elle est située dans la ville moderne de Kakegawa, préfecture de Shizuoka au Japon.

## Histoire
Kakegawa-juku était à l'origine la jōkamachi (ville-château) du château de Kakegawa. Elle est connue parce que Kazutoyo Yamauchi reconstruisit l'emplacement et y résida lui-même.
Elle servait également de station relais (shukuba) le long d'une route du sel qui traversait la province de Shinano entre les villes actuelles de Makinohara et Hamamatsu.
L'estampe classique ukiyoe d'Ando Hiroshige (édition Hoeido) de 1831-1834 montre des voyageurs traversant un pont-chevalet. Un vieux couple se débat contre un fort vent, suivi d'un jeune garçon qui fait des gestes de moquerie ; un homme en face du couple regarde un cerf-volant dans les airs. À l'arrière-plan, des paysans sèment le riz tandis qu'on voit au loin le mont Akiba perdu dans les brumes.